# NGC 163
NGC 163은 고래자리 방향에 있는 타원 은하이다.